# Sudanesischer Rossharnisch
Ein Sudanesischer Rossharnisch ist eine Schutzwaffe aus dem Sudan.

## Beschreibung
Ein Sudanesischer Rossharnisch besteht in der Regel aus Stoffen und Metall. Die Rüstung wird aus dicker, gesteppter Baumwolle hergestellt. Er bedeckt Seiten, Rücken, Hals und Kopf des Pferdes. Sie sind meist mit grellen, auffälligen Farben eingefärbt. Oft sind die Stepppanzer auch noch mit Kapok, der den Samen der Baumwollpflanze umgibt, gefüttert. Ein Muster aus verschiedenfarbigen Dreiecken wird oft als Dekoration verwendet. Die Ränder der Rüstungsteile sind weiß gefasst. Der Kopf des Pferdes wird mit einer zusätzlichen Rossstirn geschützt. Sie ist flach und wird auf den Stoff des Kopfpanzers aufgesetzt. Im Kampf wurden oft noch zusätzliche Panzer aus Leder oder Kettenrüstung an die Seiten aufgelegt. Pferdeharnische dieser Art wurden in den Regionen südlich der Sahara (Ghana, Mali, Songhai, Hausa, Kanem-Bornu) verwendet. Die Pferde, die diese Art von Rüstung trugen, waren nicht ausschließlich für den Kampfeinsatz gedacht, sondern dienten auch zeremoniellen Zwecken und als Reittiere für die Leibgarde des Emirs. Sie werden bis heute benutzt, dienen aber nur noch zeremoniellen Zwecken. Die im Einzelnachweis abgebildete Rüstung wurde nach der Schlacht von Omdurman von einem Anhänger des Mahdi erbeutet.